# Louise Dulondel
Louise Dulondel est une actrice française née Louise-Jeanne Duhautlondel à La Haye le 23 avril 1740 et morte à Stockholm le 6 juin 1777.

## Biographie
Fille des comédiens Jean-Baptiste-Joseph Dulondel et Jeanne Châteauneuf, elle arrive en Suède avec sa famille au début des années 1750 et épouse, le 10 octobre 1756, Pierre Lefèvre, officier à l'Hôtel des Invalides de Paris.
Elle fait partie de la troupe de sa mère et de son frère Louis et devient l'une des actrices favorites du Théâtre français. À la cour de Suède, elle enseignera le français à la princesse Sophie-Albertine.
Elle sera inhumée dans le cimetière de l'église catholique d'Uppsala.